# Haras national d'Annecy

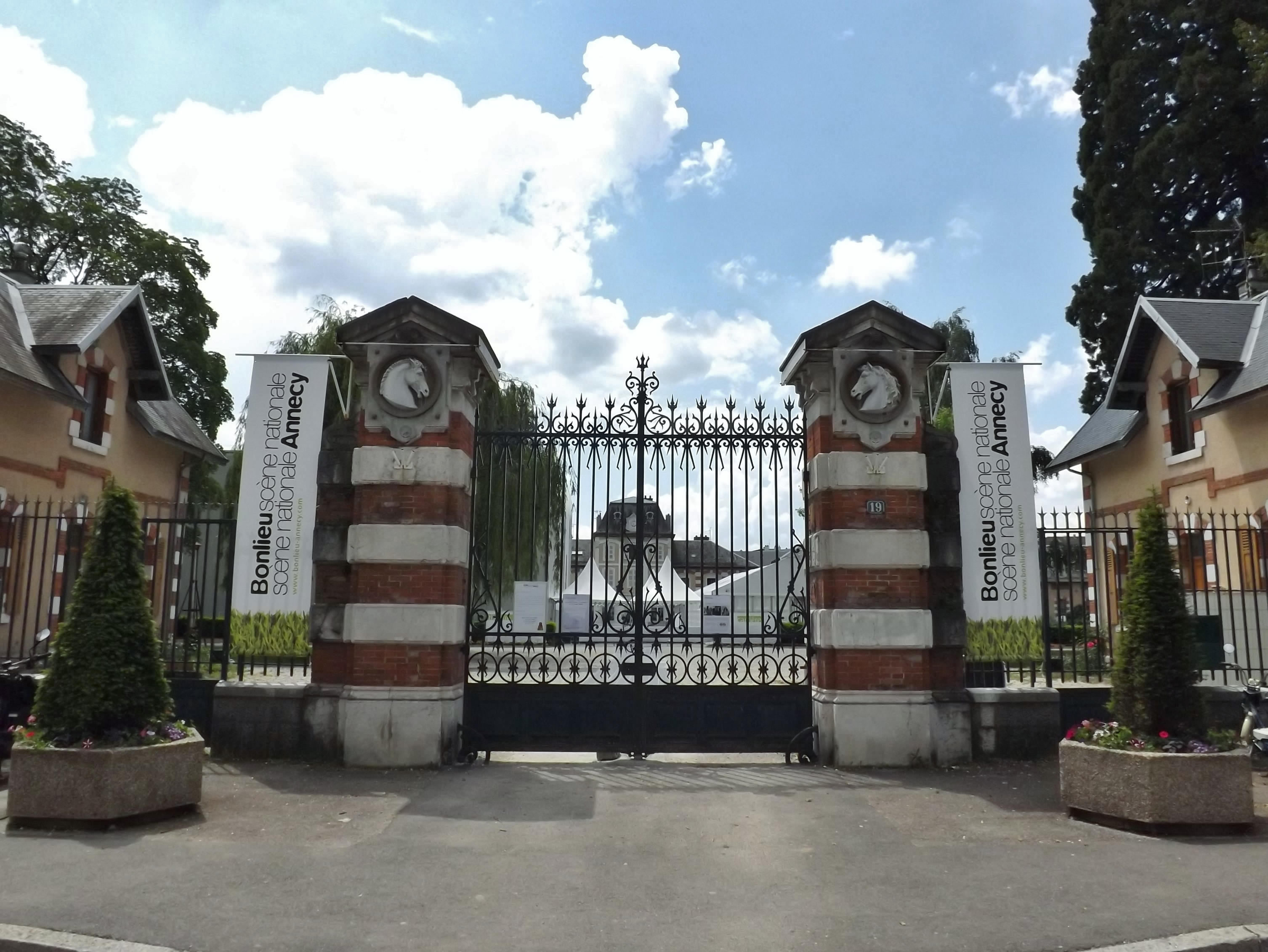
Portail du haras national.

Le haras national d'Annecy est un haras national français destiné à l'amélioration des races chevalines et de l'élevage équin en France. Il est situé sur la commune d'Annecy.
Le haras national d'Annecy fait l’objet d’une inscription au titre des monuments historiques par arrêté du 22 février 2007.

## Histoire
Sous le Premier Empire, Annecy accueille l'un des quatre dépôts équins, créé en 1806, dans un ancien couvent dominicain. Sa capacité était de 24 étalons.
La Savoie revient définitivement à la maison de Savoie en 1815. Le dépôt d'Annecy devient dès lors un haras royal avec une nouvelle capacité de 80 étalons. Lorsque le duché de Savoie est uni à la France, en 1860, le haras devient impérial.
Sous la Troisième République, le haras est déménagé dans un bâtiment construit spécialement entre 1880 et 1885,.
Sa fermeture a été décidée en 2005, à la suite de la restructuration des haras nationaux. À la suite de son acquisition en 2013 par la ville d'Annecy, le lieu est peu à peu réhabilité jusqu'à la présentation d'un projet global de restauration, dont le début des travaux est prévu à fin 2020 et leur achèvement en 2023. Après le changement de maire en 2020, le projet est maintenu mais connaîtra deux modifications par rapport au projet initial.

### Incident du «sauté de poulain» en 2004
La sociologue française Catherine Tourre-Malen cite l'incident du « sauté de poulain de trait façon bourguignon », survenu lors d'une présentation d'étalons au haras d'Annecy le 31 janvier 2004, en exemple de symptôme du rejet de l'hippophagie en France. Lors de cette présentation, un sauté de poulains de trait était proposé au menu, provoquant un absentéisme d'éleveurs de chevaux de sport et une importante polémique. Le directeur du haras se défend de toute provocation et évoque la défense des intérêts économiques des éleveurs de chevaux de trait. L'affaire provoque une controverse importante sur le web de la part de cavalières, et est répercutée dans la presse quotidienne nationale ainsi que lors d'un court débat télévisé. Le directeur du haras finit par présenter des excuses, en soulignant que la majorité des Français veulent ignorer que la majorité des poulains de trait élevés en France sont destinés à la boucherie.